# Cryptocarya oligocarpa
Cryptocarya oligocarpa är en lagerväxtart som beskrevs av Elmer Drew Merrill. Cryptocarya oligocarpa ingår i släktet Cryptocarya och familjen lagerväxter. Inga underarter finns listade i Catalogue of Life.